# گئومات
گئومات یا گئوماتا (به پارسی باستان: ) سومین پادشاه هخامنشیان، نام مغی بود که به نوشته کتیبه بیستون وانمود کرد که پسر کوروش بزرگ، بردیا (اسمردیس) است و تخت پادشاهی را از آن خود کرد. هیچ رویدادی به اندازه تحول جانشینی داریوش یکم بر کمبوجیه دوم، به‌طور مفصل در تاریخ مکتوب هخامنشیان نیامده و در موردش بحث نشده است.
گئومات (در کتیبه بیستون: گَ اوُ م آ تَ. - ga.u.m. ā.ta) نام مغی است که خود را بردیا گفت و ادعای سلطنت کرد.
در سال ۵۲۲ پیش از میلاد کمبوجیه در راه بازگشت از مصر می‌میرد. گئومات مغ (بردیای دروغین) با فریبکاری و زورستانی با طرح معرفی خود با نام بردیا فرزند کوروش بزرگ تخت پادشاهی را مالک می‌شود. بعد از آن داریوش بزرگ از خویشاوندان کوروش با یاری جمعی از نجیب‌زادگان پارسی، گئومات را کشت و به پادشاهی رسید.

## داستان بردیای دروغین از زبان داریوش بزرگ

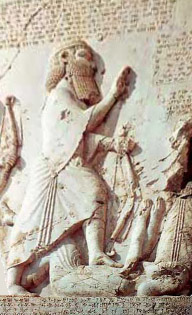
گئومات زیر پای داریوش بزرگ، سنگ‌نبشته بیستون

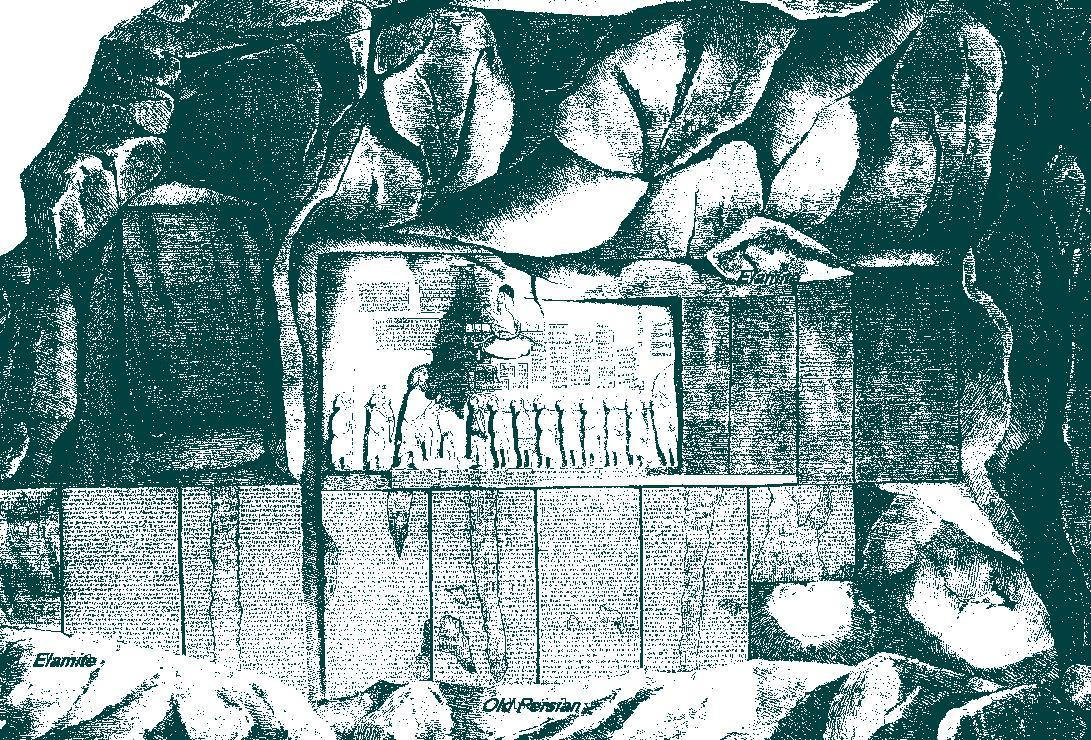
تصویری نقاشی شده از کتیبه بیستون

بنا به روایتی که در کتیبه بیستون آمده است، کمبوجیه پیش از رفتن به مصر برادر خود، بردیا، را کشته بود لیکن مردم از این موضوع خبر نداشتند. از این رو گئومات توانست خود را در نزد عامه، بردیا جا زند و بعد از نشستن بر تخت (در پارس) به کشتن نزدیکان که از این راز اطلاع داشتند پرداخت. کمبوجیه پیش از آنکه بتواند این بردیای دروغین را به زیر کشد، درگذشت. سرانجام داریوش بزرگ به کمک دیگر نجیب‌زادگان پارسی در طی کودتایی گئومات را کشت و خود بر تخت نشست.
این واقعه را داریوش بزرگ در کتیبه بیستون خود بیان کرده؛ کتیبهٔ مزبور به سه زبان نوشته شده: زبان پارسی باستان، زبان ایلامی و زبان بابلی و خیلی مفصل است. عین بیان او که به زبان‌های اروپائی ترجمه شده، به فارسی کنونی ترجمه و در ذیل درج گردیده است. داریوش شاه می‌گوید:

این است آنچه من کردم، پس از آن که شاه شدم، کمبوجیه پسر کوروش از دودمان ما پیش از این شاه بود. از این کمبوجیه برادری بود، بردی نام، از یک مادر و یک پدر با کمبوجیه، بعد کمبوجیه بردی را کشت، با اینکه کمبوجیه بردی را کشت، مردم نمی‌دانستند او کشته شده، پس از آن، کمبوجیه به مصر رفت، بعد از اینکه کمبوجیه به مصر رفت، مردم بددل شدند، اخبار دروغی در پارس و ماد و سایر ممالک با شدت منتشر شد. پس از آن گئومات مغ برخاست و مردم را فریب داد که من بردی، پسر کوروش، برادر کمبوجیه، هستم. پس از آن تمام مردم بر کمبوجیه، شوریدند، او تخت را تصرف کرد. پس از آن کمبوجیه مرد، به دست خود، کشته شد. این اریکهٔ سلطنت که گئوماتای مغ از کمبوجیه انتزاع کرد، از زمان قدیم، در خانوادهٔ ما بود بنابراین گئوماتای مغ، پارس و ماد و ممالک دیگر را از کمبوجیه گرفت و به خود، اختصاص داد. او شاه شد. کسی از پارس و ماد یا از خانوادهٔ ما پیدا نشد که این سلطنت را از گئوماتای مغ بازستاند. مردم از او می‌ترسیدند، چه عدهٔ زیادی را از اشخاصی که بردیا را می‌شناختند، می‌کشت. از این جهت می‌کشت که خیال می‌کرد، کسی مرا نشناسد و نداند، من پسر کوروش نیستم. هیچ‌کس جرئت نمی‌کرد چیزی دربارهٔ گئوماتای مغ بگوید تا اینکه من آمدم از اهورامزدا یاری طلبیدم، اهورامزدا مرا یاری کرد. من با کمی از مردم، این گئوماتای مغ را با کسانی که سردستهٔ همراهان او بودند، کشتم. در ماد قلعه‌ای هست که اسمش سی ک ی هواتیش (سیکایاووش) آنجا من او را کشتم. پادشاهی را از او بازستادم. به فضل اهورامزدا شاه شدم، اهورامزدا شاهی را به من اهدا کرد. سلطنتی را که از دودمان ما بیرون رفته بود، برقرار کردم، آن را بجایی که پیش از این بود، بازنهادم، بعد اینطور کردم، معابدی را که گئوماتای مغ خراب کرده بود، برای مردم مرمت کردم، بازار و حشم و مساکنی را که گئوماتای مغ از طوائف گرفته بود، به آن‌ها رد کردم، مردم پارس و ماد و سایر ممالک را به حال پیش برگرداندم. بدین نحوه آنچه را که از جایش به دررفته بود، به احوال پیش عودت دادم. به فضل اهورامزدا این کارها را کردم. آنقدر رنج بردم تا طائفهٔ خود را به مقامی که پیش داشت، رسانیدم.

## روایت دوم: بردیای دروغین از زبان هرودوت

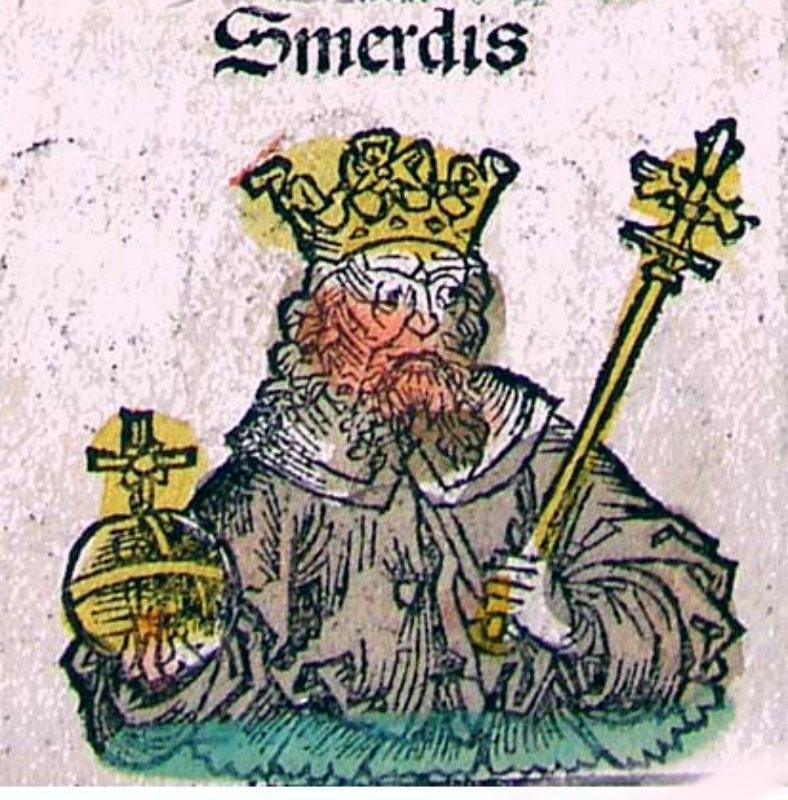
مدعی تاج و تخت ایرانی. حکاکی روی چوب رنگی از نسخه 1480 Polychronicon اثر رانولف هیگدن، ساخته شده توسط ویلیام ککستون.

روایت هرودوت در مورد گئوماتای مغ و کشته شدن وی چنین است: گئومات یا بردیای دروغین پس از دستیابی به تاج و تخت، تمام زنان کمبوجیه را به همسری گرفت. یکی از این زنان فیدمیا (در یک منبع دیگر، «ردیمه» آمده و در یک مرجع دیگر هم، «فدیمه» (Phaedima) نوشته شده است) دختر اتانس (هوتن، هوتنه) یکی از تواناترین نجبای ایران بود.
اولین کسی که پس از هفت ماه فرمانروایی به گئومات ظنین شد که او فرزند کوروش نیست بلکه مرد شیادی است، اتانس بود. او از دختر خود پرس‌وجو کرد و دخترش نتیجهٔ تحقیق را به پدر اطلاع داد، به این ترتیب که چون مغ مزبور هیچ‌گاه از قصر شوش بیرون نمی‌رفت و هیچ‌کدام از بزرگان پارس را به خود راه نمی‌داد، اتانس پسر فرنسپس (Pharnaspes) از او ظنین شد و در صدد برآمد تحقیقاتی کند و به سهولت وسیلهٔ آن را یافت. وی توسط شخص ثالثی از دخترش پرسید که آیا واقعاً شوهرش پسر کوروش است؟ دختر جواب داد که چون شوهر خود را قبل از فوت کمبوجیه ندیده، نمی‌تواند چیزی بگوید. اتانس مجدداً به او پیغام فرستاد که این مطلب را از آتوسا دختر کوروش که نیز در اندرون است، تحقیق کن؛ چه او البته برادر خود را می‌شناسد. دختر اتانس جواب داد از وقتی که این شخص بر تخت نشسته، زنان حرم را از یکدیگر جدا کرده و کسی نمی‌تواند با دیگری صحبت کند یا مراوده داشته باشد.
از شنیدن این وضع اندرون، سوءظن اتانس شدت یافت و به دختر خود گفت: تو از خانوادهٔ نجیبی هستی و اگر موقع اقتضا کند، باید حیات خود را به خطر اندازی. سعی کن در اول دفعه‌ای که شاه به اتاق تو می‌آید، بفهمی گوش‌های او را بریده‌اند یا که سالم است، اگر گوش‌های او را بریده‌اند، پس پسر کوروش نیست و در این صورت نه شایان سلطنت است، نه لایق آن که تو در رختخواب او بخوابی و به علاوه باید در ازای چنین جسارتی مجازات شود. اتانس می‌دانست که گوش‌های برادر پاتی زی تس را وقتی به امر کوروش بریده‌اند.
فیدمیا امر پدر را به جا آورده دانست که گوش‌های شاه را بریده‌اند، این خبر را در طلیعهٔ صبح به پدر خود رسانید و اتانس آن را به چند تن دیگر از رؤسا مانند آسپاتینس، گبریاس، اینتافرن، مگابیز، هیدارن و بالاخره به داریوش پسر ویشتاسپ، والی پارس که تازه از پارس به شوش آمده بود، گفت و این هفت نفر در جایی جمع شده با هم عهد و پیمان کردند و بعد به شور پرداختند…
خلاصهٔ گفتهٔ هرودوت این است که هم‌قسم‌ها تصمیم گرفتند رأی داریوش را پیروی کنند و به قصد مغ روانه شوند.
روایت هرودوت را دنبال می‌کنیم: مقارن این احوال، مغ و برادرش مشورت کرده مصمم شدند بر این که پرک ساس پس را به طرف خود جلب کنند، چون پسر او را کبوجیه کشته بود و دیگر چون خود او مأمور کشتن اسمردیس، پسر کوروش بود (هرودوت در اثرش بردیا را چنین می‌نامد)، می‌دانست که اسمردیس دیگر زنده نیست و بالاخره پرک ساس پس در میان پارسی‌ها مقام محترمی داشت و مغ‌ها می‌خواستند او را در دست داشته باشند.
در نتیجهٔ این تصمیم، پرک ساس پس را دعوت کردند و حقیقت قضیه را به او گفتند و به قید قسم از او قول گرفتند که این راز را بروز ندهد که مردم فریب خورده‌اند و این شخص که بر تخت نشسته اسمردیس مغ است، نه پسر کوروش. در ازای نگه داشتن سر وعده‌های زیاد به او دادند و پس از اینکه پرکساسپس تکلیف آن‌ها را قبول کرد، گفتند حالا یک کار دیگر هم باید بکنی، ما پارسی‌ها را به قصر دعوت می‌کنیم و تو باید بالای برج روی و به مردم بگویی که کسی که بر ما حکومت می‌کند، سمردیس پسر کوروش است و لاغیر. این تکلیف را از آن جهت کردند که پرک ساس پس مورد اعتماد پارسی‌ها بود و مکرر از او شنیده بودند که اسمردیس پسر کوروش زنده است…
پرکساسپس بالای برج رفته در حال عوض شد، گویی که وعدهٔ خود را فراموش کرد، چرا که شروع کرد از ذکر نسب کوروش و کارهای خوبی را که کوروش برای مردم کرده بود، به خاطرها آورد و گفت: قضیهٔ کشته شدن سمردیس پسر کوروش را به دست خود و به حکم کمبوجیه بیان کرد و گفت: کسانی که بر شما حکم می‌رانند، مغانند، شما را فریب داده‌اند و بر شماست که حکومت را از آنان بازستانید، والا باید منتظر بلیاتی بزرگ باشید. این بگفت و خود را از برج به زیر انداخت… در این بین هفت هم‌قسم در راه قصر مغ بودند که از ماجرا اطلاع پیدا کردند و لازم دانستند که دوباره با هم مشورت کنند…
خلاصهٔ گفتهٔ هرودوت این است که آن‌ها تصمیم می‌گیرند نقشهٔ خود را در همان زمان به اجرا درآورند، هنگامی که می‌خواهند به حضور مغ برسند، خواجه‌سرایان مانع می‌شوند و درگیری اتفاق می‌افتد و در این نزاع در نهایت مغ و برادرش کشته می‌شوند.
هرودوت سخنان خود را ادامه می‌دهد: «بعد سر هر دو مغ را بریدند… و مردم را جمع کرده از قضیه آگاه داشتند، بعد هر مغی را که سر راه خود می‌دیدند می‌کشتند. وقتی که پارسی‌ها از کار هفت نفر مذکور آگاه شده دانستند که مغ‌ها آن‌ها را فریب داده بودند، شمشیرهای خود را برهنه کرده هر مغی را که می‌یافتند، می‌کشتند. اگر شب درنرسیده بود، پارسی‌ها تمام مغ‌ها را کشته بودند. این روز بزرگ‌ترین عید دولتی پارسی‌هاست، چه گویند در آن روز دولت آن‌ها از دست مغ‌ها نجات یافت.
هرودوت این روز را ماگوفونی (Magophonie) نامیده که به معنی «مغ‌کشی» است و گوید که در این روز مغ‌ها از منازل خودشان بیرون نمی‌آیند.
نویسندهٔ مزبور، این قیام علیه دو مغ را «قیام هفت یار» («قیام هفت هم قسم») نام نهاده است.

## روایت سوم: گئومات مغ همان بردیای واقعی است
طبق این نظریه داریوش با ترور بردیا که ادعا شد غاصب است، با همکاری شش خانواده اشرافی ایرانی دیگر، بر تخت نشست و صبح روز بعد تاجگذاری کرد.
برخی از دانشمندان مدرن برای نمونه آلبرت اومستد اعتقاد دارند مردی که بر کمبوجیه شورید برادر واقعی و وارث حقیقی سلطنت بود که داریوش او را کشت، آنگاه او را گوماتا (گئومات) نامید و داستان بردیای دروغین را اختراع کرد تا غصب سلطنت را موجه جلوه دهد. بردیا یک دختر بنام پارمیس از خود بجا گذاشت که داریوش وقتی شاه شد با او ازدواج کرد تا جایگاه خود را وجههٔ قانونی ببخشد.
عبدالحسین زرین کوب می‌نویسد، با وجود بعضی مسایل که شاید این استنباط را موجه جلوه دهد، در حال حاضر روی هم رفته کشته شدن بردیای واقعی به دست داریوش سوءظنی بیش نیست. اصل هر دو خبر راجع به قتل بردیای واقعی به دست کمبوجیه و طغیان یک بردیای دروغین بدون کمترین مظنهٔ بدگمانی و با وجود اختلاف در جزئیات، توسط مورخان یونانی نیز نقل شده است. در واقع چون احتمال تبانی بین تمام روایات موجود در آنچه به اصل خبر مربوط است، منتفی است، اصل خبر را می‌توان به عنوان خبری شایع پذیرفت نهایت آنکه در قبول جزئیات آن البته باید آنچه را جعل و کذب و مبالغه به نظر می‌آید، کنار گذاشت.

## اقدامات گئومات
گئومات بعد از رسیدن به پادشاهی فرامینی صادر نمود که برخی از این فرامین به سقوط خود او منجر گردید. اینک به شرح اقدامات گئومات در طول ۸ ماه الی یکسال و نیم دوران پادشاهی او می‌پردازیم.
- بخشیدن سه سال مالیات مردم و لغو خدمت نظام عمومی
- ویران کردن معابد: گئومات دستور داد تا تمام معابد ملل تابعه را ویران نمایند. این اقدام نشان می‌دهد که او یک مغ متعصب و از سیاست بی‌خبر بوده است زیرا یکی از دلایل سقوط پادشاهی او را می‌توان همین اقدام وی حساب نمود. داریوش در کتیبه خود می‌گوید: «گئومات معابد را ویران کرد و من دوباره آن‌ها را آباد کردم.»
- دوری گزیدن از مردم و درباریان: از جمله دستورهای عجیب گئومات که منجر به قتل وی گردید، دوری گزیدن از مردم و درباریان بود. در آغاز این دستور وی چندان عجیب نمی‌نمود زیرا پادشاه به علت تشریفات خاص سلطنتی، در بسیاری از موارد از مردم و درباریان دور بود. لیکن مشکل از زمانی آغاز گردید که گئومات دستور داد که نجبای هفتگانه هخامنشی نیز با وی دیدار ننمایند.
- مصادرهٔ اموال و مراتع.[۱۴][۱۵]

داریوش در سال ۵۲۲ پیش از میلاد گئومات (بردیای دروغین) را به قتل رساند. بدین منوال تاج و تخت پادشاهی ایران به داریوش رسید.

## آرامگاه

سنگ نگاره گوردخمه اسحاق‌وند منتسب به گئومات مغ

دکتر اشمیت در کتاب تخت جمشید نظری تازه دربارهٔ آرامگاه گئومات مغ مدعی تاج و تخت هخامنشیان ابراز داشته که حاصل آن اینست:
«داریوش شاهنشاه هخامنشی در تاریخی که با هفتم مهرماه سال ۵۲۲ قبل از میلاد برابر می‌باشد در محلی به نام «سی گایو وایش» در سرزمین ماد مغ حیله‌گر که خود را «بردیا» برادر کمبوجیه معرفی می‌کرد به جزای این ناشایست مأخوذ داشت و سپس به قتل درآورد.»
محقق مزبور اضافه می‌کند ناحیه کنونی «سکاوند» همان محل سی گایو واتیش قدیم می‌باشد و دخمه سنگی سکاوند واقع در ۱۵ کیلومتری بین مغرب و جنوب غربی هرسین که در کتب دانشمندان خارجی به نام‌های «اسحقوند»، «دهنو» و «فرهادتاش» خوانده شده است آرامگاه مغ مدعی است، با توجه به این که در این نواحی چهار دخمه‌ای که به تفصیل ذکر شدند تشخیص داده شده‌اند مسلماً سه دخمه دهنو اسحقوند به قرینه داشتن تصویر مرد مادی و آتش مقدس نمی‌توانند آرامگاه یک غاصب باشند و گذشته از آن وضع لباس مرد مادی ارتباط آن سه دخمه را به زمان مادی‌ها مسلم می‌دارد؛ بنابراین، اگر وجود دخمه مغ غاصب در این ناحیه باشد، قطعاً باید دخمه‌ای که بین شمس‌آباد و سرخه ده است، باشد.

## مطالعهٔ بیشتر
- کمبوجیه و تصرف مصر - دکتر خنجی